# Les Frères Wayans
Les Frères Wayans (The Wayans Bros.) est une sitcom américaine en 103 épisodes de 22 minutes, créée par Shawn Wayans, Marlon Wayans, Leslie Ray et David Steven Simon et diffusée entre le 11 janvier 1995 et le 20 mai 1999 sur The WB. En France, la série a été diffusée à partir du 1er octobre 2001 sur MCM.

## Synopsis
Shawn et Marlon Williams sont deux frères qui vivent dans un appartement sur Roosevelt Island à New York (toutefois, dans le début du spectacle en particulier dans la première saison Marlon mentionne que leur appartement est sur la rue 126e dans Harlem). Shawn possède un kiosque à journaux dans le bâtiment Neidermeyer où lui et son frère Marlon travaillent sur une base quotidienne. Dans le même bâtiment, leur père John "Pops" Williams est propriétaire d'un dîner et Dee Baxter fonctionnent comme un garde de sécurité.

## Distribution
- Shawn Wayans (VF : Laurent Morteau) : Shawn Williams
- Marlon Wayans (VF : Vincent Barazzoni) : Marlon Williams
- John Witherspoon (VF : Thierry Mercier) : John « Pops » Williams
- Paula Jai Parker : Monique Lattimore
- Anna Maria Horsford (VF : Maïk Darah) : Deirdre « Dee » Baxter (1996-1999)
- Ja'net DuBois (VF : Claude Chantal) : grand-Mère Ellington (1996-1998)
- Phill Lewis (VF : Marc Bretonnière) : T.C. (1995-1998)
- Jermaine 'Huggy' Hopkins : Dupree (1996-1998)
- Jeremy Hittel : Carwash (1996-1999)
- Jill Tasker (VF : Murielle Naigeon) : Lou Malino (1995)
- Lela Rochon : Lisa Saunders

## Commentaires
- Une suite a été diffusée en 2013 sur une saison, nommée Second Generation Wayans qui met en scène Craig Wayans, Damien Dante Wayans et George O. Gore II.